# Herbert Wilcox
Herbert Sydney Wilcox (Londres, 19 de abril de 1890 – Londres, 15 de maio de 1977) foi um produtor e diretor de cinema britânico.

## Filmografia selecionada
Diretor
- Chu-Chin-Chow (1923)
- Southern Love (1924)
- Decameron Nights (1924)
- Nell Gwyn (1926)

Produtor
- The Wonderful Story (1922)
- Paddy the Next Best Thing (1923)
- Warned Off (1930)
- The Flag Lieutenant (1932)